# Siegmund Burger
Siegmund Burger (* 4. September 1921 in Gnesau; † 11. März 1992 in Leoben) war ein österreichischer Politiker (ÖVP) und Abgeordneter zum Nationalrat.

## Leben
Siegmund Burger besuchte eine dreiklassige Volksschule in Gnesau. Nach seiner Tätigkeit als Landarbeiter war er zum 21. Februar 1938 in die SS eingetreten (SS-Nummer 421.011), zum 20. April 1944 erreichte er den Rang eines SS-Obersturmführers bei der 5. SS-Panzer-Division „Wiking“.
Nach dem Zweiten Weltkrieg wurde arbeitete er ab 1948 als Metallarbeiter im Hüttenwerk Donawitz. Burger war ab 1954 Arbeiter-Betriebsrat der VOEST-Alpine, ab 1956 Mitglied der Landesexekutive des ÖGB Steiermark und seit 1958 Mitglied des Zentralbetriebsrates der VOEST-Alpine. 1962 wurde er Hauptbezirksgruppenobmann des ÖAAB Leoben und 1964 wurde Burger Landes- und Bundesobmann-Stellvertreter des ÖAAB.
Von 1965 bis 1970 war er Abgeordneter zum Steiermärkischen Landtag und von 1969 bis 1982 bekleidete er die Funktion des Vizepräsidenten der Kammer für Arbeiter und Angestellte für Steiermark. Von 1984 bis 1992 war er Vizepräsident des Österreichischen Kameradschaftsbundes der Steiermark.
Von 31. März 1970 bis 15. Februar 1982 war Siegmund Burger von der XII. bis zur XV. Gesetzgebungsperiode Abgeordneter zum Nationalrat. Bereits 1971 warnte er „davor, dass die österreichische Energieversorgung auf der Prämisse des Friedens aufgebaut sei.“

## Auszeichnungen
- 1978: Großes Goldenes Ehrenzeichen für Verdienste um die Republik Österreich[7]